# Ozun
Ozun (maďarsky Uzon) je rumunská obec v župě Covasna. Žije zde přibližně 4 200 obyvatel. V roce 2011 se 83 % obyvatel hlásilo k maďarské národnosti. K obci administrativně náleží šest okolních vesnic.

## Části obce
- Ozun – 2 362 obyvatel
- Bicfalău – 353 obyvatel
- Lisnău – 427 obyvatel
- Lisnău-Vale – 50 obyvatel
- Lunca Ozunului – 182 obyvatel
- Măgheruș – 110 obyvatel
- Sântionlunca – 729 obyvatel